# Bill Willingham
Bill Willingham (diciembre de 1956, Fort Belvoir, Virginia) es un escritor y artista de cómics estadounidense, conocido por su trabajo en las series  Elementals y Fables.

## Carrera
William Willingham nació en Fort Belvoir, Virginia. Durante la carrera militar de su padre la familia vivió en Alaska, California, y finalmente tres años en Alemania. Willingham comenzó su trabajo a fines de la década de 1970 y principios de 1980 como artista empleado de TSR, Inc., donde ilustró varios de sus juegos de rol. En 1982 escribió e ilustró algunas aventuras para el juego Villains & Vigilantes de Fantasy Games Unlimited. También produjo el diseño de la raza alienígina para el videojuego Master of Orion original.
Su primer trabajo importante fue el cómic Elementals publicado por Comico, el cual escribió e ilustró. Contribuyó en varios números de Linterna Verde y comenzó su propia serie de cómic independiente en blanco y negro, Coventry, la cual sólo duró 3 números. También produjo la serie pornográfica Ironwood para Eros Comix.
A fines de la década de 1990, Willingham produjo los 13 números de Pantheon para Lone Star Press, y escribió un par de novelas cortas sobre las aventuras modernas del héroe Beowulf y la novela de fantasía Down the Misterly River publicada por el colectivo de escritores de Austin, Texas, Clockwork Storybook, del cual Willingham era miembro fundador. A principio de los 2000 comenzó a escribir para DC Comics, incluyendo la serie limitada Proposition Player, algunos números sobre la bruja griega Thessaly de The Sandman, y las serie Fables. En 2003, Fables ganó el premio Will Eisner de la industria del cómic como Mejor Historia Serializada y Mejor Nueva Serie.
Willingham se describe a sí mismo como "rabiosamente pro-Israel" y dice Fables "desde un comienzo pretendió ser" una metáfora del conflicto israelí-palestino, a pesar de que argumenta que no es "un tratado político. Nunca lo será, pero al mismo tiempo, no va a ser tímido acerca del hecho de que hay personajes que tienen centros morales y éticos reales, y no vamos a pedir disculpas por ello."
Willingham trabajó en la serie Robin desde 2004 a 2006, y estableció Shadowpact, un título derivado de la serie limitada Day of Vengeance. También escribió, junto a Matthew Sturges, Jack of Fables, una serie derivada de Fables. En el Comic Con Internacional de 2007 anunció que sería el escritor de Salvation Run , una miniserie sobre supervillanos que son exhiliados a un planeta prisión inhóspito. Por razones de salud debió delegar la escritura a Sturges tras dos números. Trabajó en DCU: Decisions, una miniserie de cuatro volúmenes que trata sobre el apoyo de Green Arrow a un candidato político. Nuevamente con Sturges empezó a escribir la serie de Vertigo House of Mystery y Justice Society of America de DC desde el número #29.
En 2009, Willingham aceptó escribir para Ángel de IDW Publishing con una nueva línea argumental titulada "Immortality for Dummies".
En la NY Comic Con de 2013 se anunció que Willingham escribiría una miniserie de siete episodios para Dynamite Entertainment con arte de Sergio Fernández Dávila). El título de la serie es Legenderry: A Steampunk Adventure e incluye algunos los personajes de Dynamite en escenarios steampunk. Comenzó a publicarse en enero de 2014 y en enero de 2015 se publicó una edición recopilatoria.

## Trabajos

### Como escritor
Los números listados incluyen aquellos donde los créditos de escritura son por lo menos para una de las historias incluidas en la edición.
| Título                                                                                            | Número(s)         | Fecha de cubierta                                       | Editor                            |
| ------------------------------------------------------------------------------------------------- | ----------------- | ------------------------------------------------------- | --------------------------------- |
| Justice Machine Annual                                                                            | #1                | 1983                                                    | Texas Comics                      |
| Elementals                                                                                        | #1–23             | 1984 – marzo de 1988                                    | Comico                            |
| Justice Machine Featuring The Elementals                                                          | #1–4              | Mayo de 1986 – agosto de 1986                           | Comico                            |
| Elementals Special                                                                                | #2                | Enero de 1989                                           | Comico                            |
| Elementals vol. 2                                                                                 | #1–16 #18–22      | Marzo 1989 – mayo de 1991 Junio de 1991 – marzo de 1992 | Comico                            |
| Morningstar Especial                                                                              | #1                | 1990                                                    | Comico                            |
| Time Wankers                                                                                      | #4–5              | Abril de 1991 – agosto de 1991                          | Fantagraphics                     |
| Ironwood                                                                                          | #1–11             | 1991                                                    | Fantagraphics, Eros Comix imprint |
| Elementals: Sex Special                                                                           | #1                | 1991                                                    | Comico                            |
| Elementals: Ghost of a Chance                                                                     | #1                | Diciembre de 1995                                       | Comico                            |
| Elementals: The Vampire's Revenge                                                                 | #2                | Agosto de 1996                                          | Comico                            |
| Coventry                                                                                          | #1–3              | Noviembre de 1996 – julio de 1997                       | Fantagraphics                     |
| Mythography                                                                                       | #2 #4             | Febrero 1997 Junio de 1997                              | Bardic Press                      |
| Pantheon                                                                                          | #1–13             | Mayo de 1998–agosto/septiembre de 1999                  | Lone Star Press                   |
| Pantheon: Ancient History                                                                         | #1                | Septiembre/agosto de 1999                               | Lone Star Press                   |
| Flinch]]                                                                                          | #7                | Diciembre de 1999                                       | DC Cómics, Vértigo imprint        |
| Proposition Player                                                                                | #1–6              | Diciembre 1999-mayo de 2000                             | DC Comics, Vertigo imprint        |
| The Dreaming                                                                                      | #55               | Diciembre de 2000                                       | DC Cómics, Vértigo imprint        |
| The Sandman Presents: Everything You Always Wanted To Know About Dreams... But Were Afraid To Ask | #1                | Julio de 2001                                           | DC Cómics, Vértigo imprint        |
| The Sandman Presents: The Thessaliad                                                              | #1–4              | Marzo de 2002 – junio de 2002                           | DC Cómics, Vértigo imprint        |
| Fables                                                                                            | #1–#150           | Julio de 2002 – julio de 2015                           | #DC Cómics, Vértigo imprint       |
| X-Men Unlimited                                                                                   | #49               | Agosto de 2003                                          | Marvel Comics                     |
| Batman: Legends of the Dark Knight                                                                | #168              | Agosto de 2003                                          | DC Cómics                         |
| Robin vol. 2                                                                                      | #121–147          | Febrero de 2004 – abril de 2006                         | DC Cómics                         |
| The Sandman Presents: Thessaly: Witch for Hire                                                    | #1–4              | Abril de 2004 – julio de 2004                           | DC Cómics, Vértigo                |
| Batman                                                                                            | #631–633 #643–644 | Octubre de 2004 – diciembre de 2004 Octubre de 2005     | DC Comics                         |
| Day of Vengeance                                                                                  | #1–6              | Junio de 2005 – noviembre de 2005                       | #DC Cómics                        |
| Day of Vengeance: Infinite Crisis Special                                                         | #1                | Marzo de 2006                                           | #DC Comics                        |
| Shadowpact                                                                                        | #1–16             | Julio 2006 – 2007                                       | #DC Comics                        |
| Jack of Fables                                                                                    | #1–50             | Septiembre de 2006 – marzo de 2011                      | DC Comics, Vertigo imprint        |
| Fables: 1001 Nights of Snowfall                                                                   |                   | 2006                                                    | DC Comics, Vertigo Imprint        |
| DCU Infinite Holiday Special                                                                      | #1                | Febrero de 2007                                         | DC Comics                         |
| Peter and Max: A Fables Novel                                                                     |                   | 2009                                                    | DC Comics, Vertigo Imprint        |
| Justice Society of America (vol. 3)                                                               | #29–40            | 2009–10                                                 | #DC Cómics                        |
| Angel: Immortality for Dummies                                                                    | #28 – #32         | 2010                                                    | IDW Publishing                    |
| Legenderry: A Steampunk Adventure                                                                 | #1 – #7           | 2014                                                    | Dynamite Entertainment            |